# Сайраново (Ишимбайский район)
Сайра́ново, местное название Сайра́н (баш. Һайран) — село в  Ишимбайском районе  Республики Башкортостан Российской Федерации. Входит в состав Сайрановского сельсовета 
(бывший до 2008 года административный центр).

## География
Находится у подножия лесистого горного хребта на р. Шида. Между Сайраново и Арларово в Шиду впадает Карамалуя, в 2 км к северо-западу протекает Бишагач.

### Географическое положение
Ближайшее селение — Арларово: 0,3 км.
Расстояние до:
- районного центра (Ишимбай): 30 км,
- ближайшей ж/д станции (Салават): 51 км.

## Топоним
Кулчуково
Самое старое название села. Названо в честь отца старшины Юрматынской волости Муталлапа Кулчукова. Упоминается на карте 1755 года.
Муталлапово
Назван в честь Муталлапа Кулчукова, старшины Юрматынской волости в середине и в 60-х годах XVIII века.
Сайраново
Новое название аул получил по имени — Сайран Саитов, старшина Юрматынской волости.
Походный старшина польского похода 1771—1773 гг.
В конце октября 1773 года вместе со старшиной той же волости Кусяпкулом Азятовым, отколовшись от правительственной карательной команды в районе Стерлитамака, перешли к Емельяну Пугачёву. Сайран стал у Пугачёва полковником, воевал до декабря 1774 года. Как и многие участники восстания, Сайран Саитов Манифестом Екатерины II был прощён и оставлен старшиной; последний документ о нём как о старшине относится к 1790 г.
Сыновья Сайрана Баимбет (с 1760 года) и Ирали (1773 года рождения) служили походным старшиной и есаулом. Долгожителя 90-летнего Яукая Алдарова зафиксировала VIII ревизия 1834 г. (сын Исмагил).

## История
Деревню основали выходцы из рода Азнай башкирского племени Юрматы.
Впервые упоминается под названием Кулчуково на карте 1755 года. Кулчук - это отец старшины Юрматынской волости Муталлапа Кулчуково жившего в XVIII веке, в честь которого деревня называлась в конце столетия.
В 1795 г. на каждый из 79 дворов в среднем приходилось 5,5 жителя. В середине XIX в. в каждом доме из 130 проживало 7,6 человека. Затем населённость двора уменьшилась. Это объясняется тем, что отменили кантонное управление, требовавшее большого напряжения сил жителей. Ранее малые семьи объединялись в один двор, создавая сложную семью, тем самым увеличивалась населённость двора. Это было выгодно: облегчалось несение военной службы (раньше семья выставляла одного воина, теперь от объединённой в один двор семьи — тоже одного) и выполнение других повинностей. С упразднением кантонов и переводом из военного сословия в гражданское сложные семьи распадались на малые, по 5—6 человек в каждой.
В 1839 г. 123 домам с 818 жителями принадлежало 1945 лошадей, 1052 коровы, 776 овец, 567 коз. В ауле было 209 ульев и 232 борти. Через три года посев равнялся 334 пудам озимого и 2192 пудам ярового хлеба.
В 1920 г. в каждом из 250 дворов проживало около 5 человек.
Было 2 мечети, 2 училища, водяная мельница. В 1906 зафиксировано 2 мануфактурные и 3 бакалейные лавки, хлебозапасный магазин, 3 водяные мельницы, кузница; среди занятий отмечено кожевенное дело и шитьё кулей.

## Население

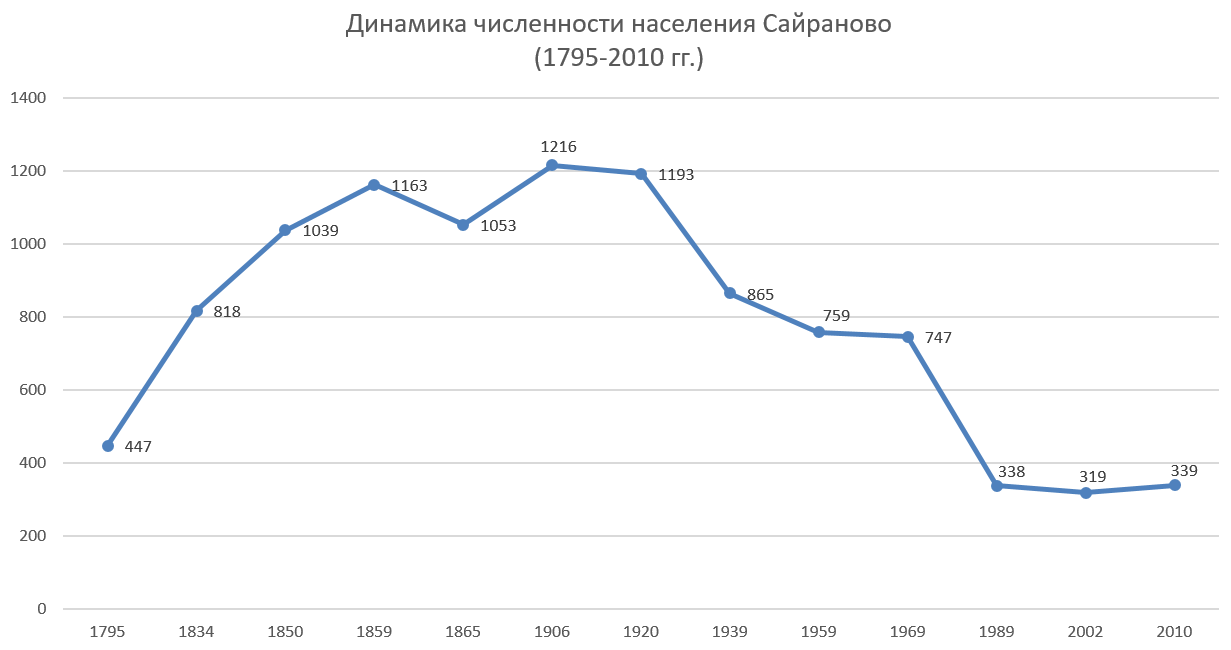

| 2002 | 2009 | 2010 |
| ---- | ---- | ---- |
| 319  | ↗363 | ↘339 |

### Языковой состав
Согласно Всероссийской переписи населения 2020 года родными языками населения являлись: башкирский — 83,5 %,татарский — 11 %, русский — 2,2 %.

## Известные уроженцы
- Валитов, Гибадулла Набиевич (21 июля 1932 — 23 июля 1986) — старший аппаратчик ОАО «Салаватнефтеоргсинтез», кавалер ордена Ленина.
- Муртазин, Зуфар Ядкарович (род. 30 января 1951) — министр здравоохранения РБ (1995—1999).

- Фахритдинов, Иршат Юнирович (1 февраля 1965 — 22 октября 2021) — ветеран Афганской и I Чеченской войн, депутат ГД РФ 5-го и 6-го созыва.
- Хабиров, Радий Фаритович (род. 20 марта 1964) — российский государственный деятель, заместитель начальника Управления Президента Российской Федерации по внутренней политике. Глава Республики Башкортостан (с ноября 2018 г.)
- Хисамова, Танзиля Динисламовна (род. 4 апреля 1945) — артистка Башкирского государственного академического театра драмы им. М. Гафури, Народная артистка РБ.

Сайрани Гариф (1791, д. Муталлапово Юрматынской вол. Ногайской дороги, ныне с. Сайраново Ишимбайского района РБ, — 1856), религ. деятель, последователь суфизма. Учился в медресе в родной деревне, Стерлитамакском медресе и медресе Бухары, Кабула, Багдада. Вернувшись на родину, преподавал в медресе Юрматынской волости. Автор научных трудов по философии Востока на арабском языке.

### Ветераны Отечественной войны 1812 года
Учтённые в 1836—1839 гг, получившие медали «За взятие Парижа 19 марта 1814 года» и «В память войны 1812 года»:
- Гали Давлетбаев;
- Кагарман Мамбетов;
- Имангул Бикташев;
- Рахматулла Бикташев;
- Бикмухамет Акбердин;
- Рахматулла Кутлугужин;
- Губайдулла Якупов;
- Байрамгул Исмагилов;
- Назыргул Салтыков;
- Хисамутдин Динкайманов;
- Аллакулый Бурангулов.

## Инфраструктура

### Производство
Леспромхоз.

### Образование
- Детский сад «Ласточка» села Сайраново.
- Дошкольная группа МБОУ СОШ села Сайраново.
- Сайрановская средняя школа. В 2005 году здесь побывал Президент Республики Башкортостан Муртаза Рахимов[2].

### Культура
Сельский дом культуры с. Сайраново.

### Спорт
Проводятся спортивные мероприятия: традиционный турнир памяти Хабирова Ф. Б. по национальной борьбе «Куреш» и шашкам, турнир по волейболу и шашкам на приз К. Х. Исянова (турнир «Приз Исянова»).

## Религия
До революции в Сайраново было две мечети. В 1937 году их снесли.
В 2010 году открылась мечеть «Ямиля». Её построили семьи Фахритдиновых и Абдуллиных.

на стройке трудилась вся большая семья Фахритдиновых, их ближайшие родственники Абдуллины. Доставка стройматериалов, отделка помещения, покраска, уборка территории — забот хватило всем. С удовольствием включился в работу и сам Иршат Фахритдинов, на личные средства которого была построена мечеть «Ямиля». На три недели 45-летний депутат Госдумы, в прошлом военный, побывавший в нескольких «горячих точках», снова погрузился в мир своего детства. Как говорят родные, очень помогли скорому продвижению стройки твёрдый характер и острый юмор Иршата Юнировича.

— Это был лучший отпуск в моей жизни, — уверен он. — Приятно, что никто из земляков не отказал в помощи. Мне хочется, чтобы со временем мечеть стала центром села. В наше время это просто необходимо. Многие депутаты Государственной Думы считают, что храмы должны быть в каждом населённом пункте. Этой важной проблеме посвящены парламентские слушания на тему «О строительстве религиозных сооружений и центров религиозных культур» и «О передаче имущества религиозных учреждений органам местного самоуправления». Очень часто в деревнях и небольших городах храмы, построенные на благотворительной основе, религиозная община содержать просто не в силах. Им должна помочь в этом местная власть. В том числе и сами избранники народа — депутаты.— http://www.agidel.ru/?param1=19976&tab=5

## Транспорт
Сайраново находится в местности со слабовыраженной дорожной сетью. Все дороги — местные:
- 80Н-303, идущая от Биксяново,
- Сайраново-Арларово — 2 км[12].